# Rudolf Nébald
Rudolf Nébald (ur. 7 września 1952 w Budapeszcie) – węgierski szermierz, szablista, brązowy medalista olimpijski i mistrz świata. 
Na igrzyskach olimpijskich w Moskwie w 1980 roku reprezentacja Węgier w składzie: Imre Gedővári, Pál Gerevich, Ferenc Hammang, Rudolf Nébald i György Nébald zdobyła brązowy medal w turnieju drużynowym. W rywalizacji indywidualnej nie wystartował. Był to jego jedyny występ olimpijski.
Podczas mistrzostw świata w Clermont-Ferrand w 1981 roku wspólnie z Györgym Nébaldem, Imre Gedővárim i Pálem Gerevichem zdobył złoty medal w zawodach drużynowych.
Jego brat, György oraz szwagierka, Ildikó Mincza-Nébald także uprawiali szermierkę.